# Gastón Togni
Gastón Alberto Togni (Coronel Granada, 20 settembre 1997) è un calciatore argentino, attaccante del Defensa y Justicia.

## Carriera

### Club
Cresciuto nelle giovanili dell'Independiente, ha esordito il 20 aprile 2017 in occasione del match vinto 2-0 contro il Talleres (C).

## Statistiche

### Presenze e reti nei club
Statistiche aggiornate al 7 maggio 2025.
| Stagione                  | Squadra                   | Campionato                | Campionato | Campionato | Coppe nazionali | Coppe nazionali | Coppe nazionali | Coppe continentali | Coppe continentali | Coppe continentali | Altre coppe | Altre coppe | Altre coppe | Totale | Totale | Totale |
| Stagione                  | Squadra                   | Comp                      | Pres       | Reti       | Comp            | Pres            | Reti            | Comp               | Pres               | Reti               | Comp        | Pres        | Reti        | Pres   | Reti   |        |
| ------------------------- | ------------------------- | ------------------------- | ---------- | ---------- | --------------- | --------------- | --------------- | ------------------ | ------------------ | ------------------ | ----------- | ----------- | ----------- | ------ | ------ | ------ |
| 2016-2017                 | Independiente             | PD                        | 8          | 0          | CA              | 0               | 0               | CS                 | 3                  | 0                  | -           | -           | -           | 11     | 0      |        |
| 2017-2018                 | Independiente             | PD                        | 2          | 0          | CA              | 0               | 0               | CL                 | 0                  | 0                  | RS          | -           | -           | 2      | 0      |        |
| 2018-2019                 | Defensa y Justicia        | PD                        | 18         | 3          | CA+CdS          | 1+0             | 0               | CS                 | 5                  | 0                  | -           | -           | -           | 24     | 3      |        |
| 2019-2020                 | Independiente             | PD                        | 5          | 0          | CA+CA+CdS       | 1+1+1           | 0               | CS                 | 1                  | 0                  | -           | -           | -           | 9      | 0      |        |
| 2021                      | Independiente             | PD                        | 15         | 0          | CA+CdL          | 0+8             | 0+1             | CS                 | 2                  | 0                  | -           | -           | -           | 25     | 1      |        |
| feb.-giu. 2022            | Independiente             | PD                        | 3          | 0          | CA+CdL          | 1+12            | 0+1             | CL                 | 6                  | 1                  | -           | -           | -           | 22     | 2      |        |
| Totale Independiente      | Totale Independiente      | Totale Independiente      | 33         | 0          |                 | 24              | 2               |                    | 12                 | 1                  |             | -           | -           | 69     | 3      |        |
| lug.-dic. 2022            | Defensa y Justicia        | PD                        | 22         | 3          | CA+CdL          | 2+0             | 0               | CS                 | -                  | -                  | -           | -           | -           | 24     | 3      |        |
| 2023                      | Defensa y Justicia        | PD                        | 20         | 3          | CA+CdL          | 6+12            | 1+1             | CS                 | 12                 | 5                  | -           | -           | -           | 50     | 10     |        |
| 2024                      | Defensa y Justicia        | PD                        | 0          | 0          | CA+CdL          | 1+12            | 1+3             | CS                 | -                  | -                  | -           | -           | -           | 13     | 4      |        |
| 2025                      | Defensa y Justicia        | PD                        | 12         | 5          | CA              | 1               | 0               | CS                 | 3                  | 1                  | -           | -           | -           | 16     | 6      |        |
| Totale Defensa y Justicia | Totale Defensa y Justicia | Totale Defensa y Justicia | 72         | 14         |                 | 35              | 6               |                    | 20                 | 6                  |             | -           | -           | 127    | 26     |        |
| Totale carriera           | Totale carriera           | Totale carriera           | 105        | 14         |                 | 59              | 8               |                    | 32                 | 7                  |             | -           | -           | 196    | 29     |        |